# Грінвуд (округ, Південна Кароліна)
Шаблон:StateAbbr_ 34°10′ пн. ш. 82°08′ зх. д. / 34.16° пн. ш. 82.13° зх. д.
Округ Грінвуд (англ. Greenwood County) — округ (графство) у штаті Південна Кароліна, США. Ідентифікатор округу 45047.

## Історія
Округ утворений 1897 року.

## Демографія
За даними перепису
2000 року
загальне населення округу становило 66271 осіб, зокрема міського населення було 37924, а сільського — 28347.
Серед мешканців округу чоловіків було 31088, а жінок — 35183. В окрузі було 25729 домогосподарств, 17754 родин, які мешкали в 28243 будинках.
Середній розмір родини становив 3.
Віковий розподіл населення поданий у таблиці:
| Стать    | До 15 років | 15-21 | 22-29 | 30-39 | 40-49 | 50-65 | 65-85 | Понад 85 |
| -------- | ----------- | ----- | ----- | ----- | ----- | ----- | ----- | -------- |
| Чоловіки | 7099        | 3313  | 3455  | 4475  | 4393  | 4848  | 3234  | 271      |
| Жінки    | 7054        | 3642  | 3751  | 4890  | 4881  | 5395  | 4800  | 770      |

## Суміжні округи
- Лоренс — північ
- Ньюбері — північний схід
- Салуда — південний схід
- Еджфілд — південний схід
- Маккормік — південний захід
- Аббвілл — захід

## Виноски
1. ↑  U.S. Decennial Census. United States Census Bureau. Архів оригіналу за 26 квітня 2015. Процитовано 17 березня 2015.
2. ↑  Historical Census Browser. University of Virginia Library. Архів оригіналу за 11 серпня 2012. Процитовано 17 березня 2015.
3. ↑  Forstall, Richard L., ред. (27 березня 1995). Population of Counties by Decennial Census: 1900 to 1990. United States Census Bureau. Архів оригіналу за 2 лютого 2015. Процитовано 17 березня 2015.
4. ↑  Census 2000 PHC-T-4. Ranking Tables for Counties: 1990 and 2000 (PDF). United States Census Bureau. 2 квітня 2001. Архів оригіналу (PDF) за 18 грудня 2014. Процитовано 17 березня 2015.
5. ↑  State & County QuickFacts. United States Census Bureau. Архів оригіналу за 6 червня 2011. Процитовано 22 листопада 2013.(англ.) Наведено за англійською вікіпедією.
6. ↑  American FactFinder. Бюро перепису населення США. Архів оригіналу за 21 травня 2008. Процитовано 31 січня 2008.

| США | Це незавершена стаття з географії США. Ви можете допомогти проєкту, виправивши або дописавши її. |